# Chi Dái ngựa
Chi Đào Hoa Tâm (danh pháp khoa học: Swietenia) là một chi chứa các loài cây thân gỗ trong họ Xoan (Meliaceae). Khu vực bản địa của nó là vùng nhiệt đới Tân thế giới, từ miền nam Florida, Caribe, México và Trung Mỹ kéo dài về phía nam tới Bolivia. Thông thường người ta coi chi này chứa 3 loài tách biệt về mặt địa lý. Chúng là cây thân gỗ kích thước từ trung bình tới lớn, có thể cao tới 20–45 m và đường kính thân cây tới 2 m. Các lá kép lông chim một lần chẵn, dài 10–30 cm, với 3-6 cặp lá chét, không có lá chét tận cùng; mỗi lá chét dài 5–15 cm. Các lá này hoặc sớm rụng hoặc bán thường xanh, rụng trong một khoảng thời gian ngắn trước khi các lá mới xuất hiện. Hoa mọc thành cụm hoa lỏng lẻo, mỗi hoa nhỏ với 5 cánh hoa màu từ trắng tới ánh vàng-lục. Quả là dạng quả nang hình quả lê chứa 5 mảnh vỏ, dài 8–20 cm, chứa nhiều hạt có cánh dài 5–9 cm.
Ba loài được xác định về mặt sinh học không rõ ràng, một phần là do chúng dễ dàng lai ghép với nhau khi mọc cận kề.

## Các loài
- Swietenia humilis - Đào Hoa Tâm duyên hải Thái Bình Dương. Vùng duyên hải Thái Bình Dương của Mexico và Trung Mỹ.
- Swietenia macrophylla - Đào Hoa Tâm Honduras hay nhạc ngựa. Vùng duyên hải Đại Tây Dương của Trung Mỹ, Nam Mỹ về phía nam tới Bolivia.
- Swietenia mahagoni - Đào Hoa Tâm Tây Ấn hay dái ngựa, dái ngựa Cuba. Miền nam Florida, Cuba, Jamaica, Hispaniola.

## Sử dụng

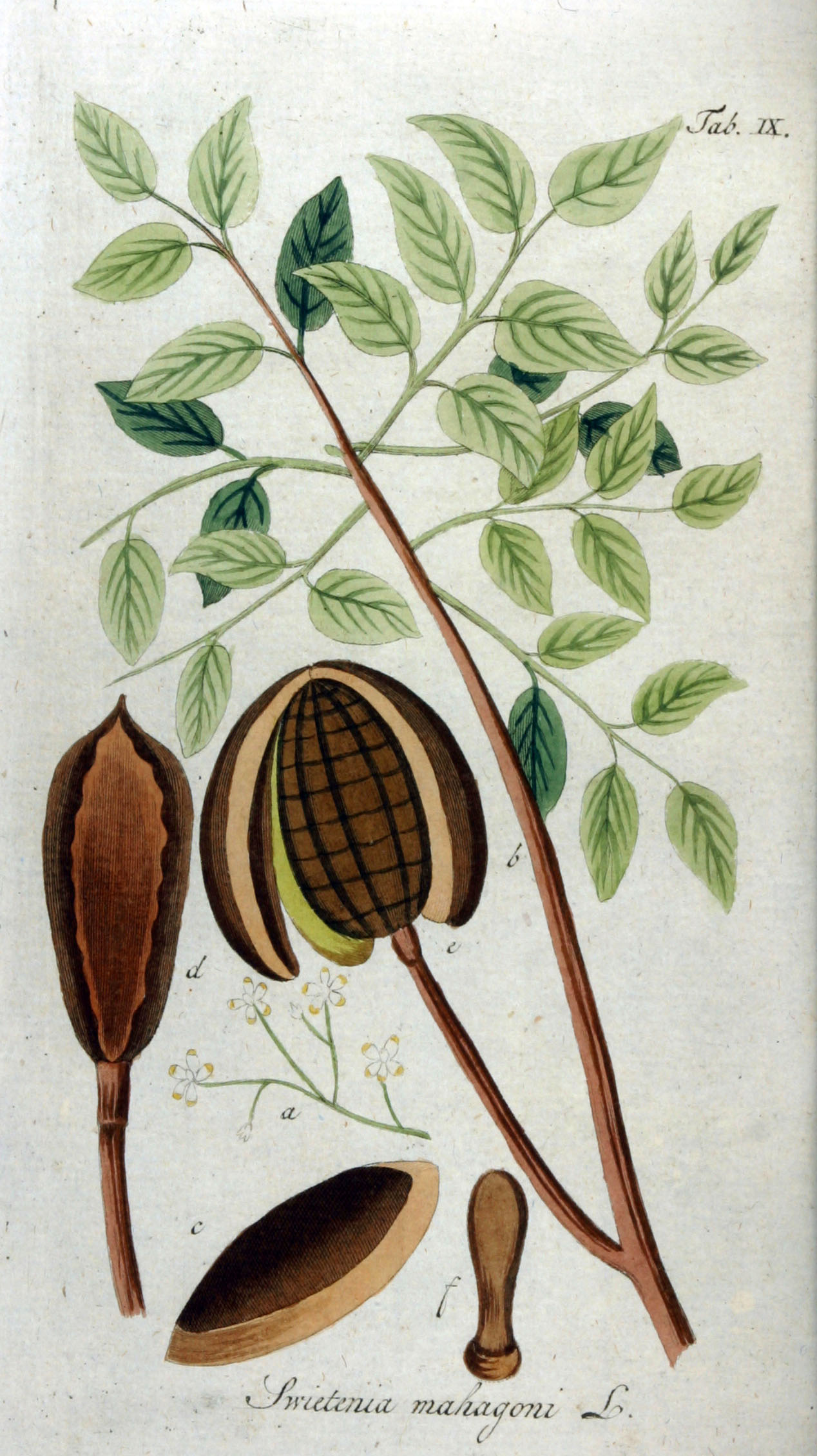
Hình minh họa thế kỷ 19

Chi này đáng chú ý như là nguồn cung cấp gỗ dái ngựa với tên gọi thương mại bằng tiếng Anh là mahogany, ban đầu là từ Swietenia mahagoni, một loài bản địa khu vực Caribe, được sử dụng quá nhiều tại khu vực này cũng như để xuất khẩu đến mức việc buôn bán sản phẩm gỗ từ nó đã kết thúc trong thập niên 1950. Ngày nay, gần như mọi dạng gỗ dái ngựa đều có nguồn gốc từ loài trong đất liền là Swietenia macrophylla.
Swietenia mahagoni cũng được trồng với mục đích tạo cảnh quan hay lấy bóng mát trong khu vực bản địa của nó và ở miền nam Florida, còn loài có họ hàng gần S. macrophylla thì tại Hawaii và một số quốc gia khác trong vùng nhiệt đới, trong đó có ở Việt Nam.
Quả của Swietenia macrophylla trông giống như treo ngược trên cây. Các chất cô đặc của quả loài cây này được bán như là một loại thuốc thiên nhiên có tác dụng cải thiện tuần hoàn máu cũng như dưỡng da. Người ta cũng cho rằng nó có tác dụng như Viagra trong các vấn đề liên quan tới khả năng tình dục.
Ở một mức độ nào đó có thể có gỗ tương đương là loài xà cừ nguồn gốc châu Phi trong chi Khaya hay các loài trong chi Entandrophragma. Ví dụ gỗ xà cừ được buôn bán với tên thương mại bằng tiếng Anh là African mahogany, nhưng nó không phải mahogany từ các loài trong chi này.

## CITES
Tất cả các loài dái ngựa của chi Swietenia đều được liệt kê trong danh lục của CITES. Gỗ của Swietenia khi đi qua biên giới cần phải có các giấy tờ do tổ chức này cấp. Các tổ chức môi trường quốc tế như Greenpeace, Friends of the Earth, Rainforest Action Network cũng lưu tâm tới các loài trong chi Swietenia nhằm vạch trần việc buôn lậu gỗ dái ngựa, đáng chú ý nhất là từ Brasil.